# Reiko Zech
Reiko Zech (Berlino, 22 maggio 1995) è un pallanuotista tedesco, difensore.

## Carriera
Segna un gol agli europei del 2018 contro l'Italia partita finita 1-14.